# Greatest Hits Live (альбом Дайаны Росс)
Greatest Hits Live — концертный альбом Дайаны Росс, выпущенный в 1989 году лейблом EMI в Европе. На концерте певица исполнила свои лучшие хиты, песни времён The Supremes, а также песни из нового альбома Workin’ Overtime. Альбом занял 34-ю позицию в альбомном чарте Великобритании, а также получил там золотую сертификацию за более чем 100 000 проданных копий.

## Список композиций
| №   | Название | Автор(ы)                           | Длительность |
| --- | --- | ---------------------------------- | ------------ |
| 1.  | «Intro — Dirty Diana» |                                    | 1:24         |
| 2.  | «I’m Coming Out» | Бернард Эдвардс, Найл Роджерс      | 1:31         |
| 3.  | «Upside Down» | Эдвардс, Роджерс                   | 2:26         |
| 4.  | «What Can One Person Do?» | Роджерс, Смит                      | 2:28         |
| 5.  | «Missing You» | Лайонел Ричи                       | 4:45         |
| 6.  | «Mirror Mirror» | Деннис Маткоски, Майкл Сембелло    | 3:49         |
| 7.  | «Chain Reaction» | Барри Гибб, Морис Гибб, Робин Гибб | 3:57         |
| 8.  | «Muscles» | Майкл Джексон                      | 3:37         |
| 9.  | «Dirty Looks» | Шер, Голден                        | 2:22         |
| 10. | «Love Hangover» | Мэрилин Маклеод, Пэм Сойер         | 2:51         |
| 11. | «The Man I Love» | Джордж Гершвин, Айра Гершвин       | 3:45         |
| 12. | «Do You Know Where You’re Going To (Theme From Mahogany)»                                                                                         | Джерри Гоффин, Майкл Массер        | 2:28         |
| 13. | «Ain’t No Mountain High Enough» | Николас Эшфорд, Валери Симпсон     | 2:55         |
| 14. | «Paradise» | Роджерс, Смит                      | 3:29         |
| 15. | «This House» | Роджерс                            | 4:03         |
| 16. | «Workin’ Overtime» | Роджерс                            | 3:26         |
| 17. | «Supremes Medley («Baby Love»/«Stop! In the Name of Love»/«You Can’t Hurry Love»/«You Keep Me Hangin’ On»/«Love Is Like an Itching in My Heart»)» | Холланд — Дозье — Холланд          | 6:51         |
| 18. | «Why Do Fools Fall in Love» | Джордж Голднер, Фрэнки Лаймон      | 3:11         |
| 19. | «Endless Love» | Ричи                               | 4:16         |
| 20. | «Reach Out and Touch (Somebody’s Hand)» | Эшфорд, Симпсон                    | 3:44         |